# Тосіцуґу Такамацу
Тосіцуґу Такамацу (яп. 高松 寿嗣, Takamatsu Toshitsugu; 10 березня 1889, Акаші, префектура Хіого, Японія — 2 квітня 1972, Японія) — відомий японський майстер бойових мистецтв, один із найвідоміших носіїв стародавніх шкіл ніндзюцу та японських традиційних бойових мистецтв (кобудо). Вважається 33-м Соке кількох рю, що зберігали техніки ніндзюцу та дзюцу.

## Біографія
Тосіцуґу Такамацу народився в місті Акаші в сім'ї торговця. З дитинства проявляв інтерес до бойових мистецтв. Його першим учителем був дідусь по материнській лінії — Тода Шинрюкен Масаміцу, майстер бойових мистецтв старих шкіл. Під керівництвом діда та інших наставників Такамацу опанував низку шкіл японських бойових мистецтв, включаючи:
- Тогакуре-рю нінпо
- Кото-рю коппо-джюцу
- Гекко-рю дзюджюцу
- Кумогакуре-рю нінпо
- Гякко-рю коссі-джюцу
- Сякко-рю кенпо
- Сінен-фудо-рю дакен-тайдзюцу

Після навчання Такамацу подорожував Китаєм, Маньчжурією та Монголією, де мав практичний досвід застосування бойових мистецтв, служив як інструктор охорони та консультував японські спецслужби.

## Передача спадщини
У зрілому віці Такамацу повернувся до Японії, де продовжив навчати обраних учнів. Його найвідомішим учнем став Масаа́кі Хацу́мі (нар. 1931), якому Такамацу передав титул спадкоємця багатьох шкіл. Після смерті Такамацу у 1972 році Хацу́мі заснував організацію Будзінкан Додзьо, яка зберігає навчання багатьох ліній бойових мистецтв, отриманих від Такамацу.

## Внесок у бойові мистецтва
Тосіцуґу Такамацу зробив великий внесок у збереження традицій стародавніх бойових шкіл Японії. Його досвід бойових дій на практиці, а також глибоке знання різних аспектів бойових мистецтв зробили його однією з легендарних постатей XX століття в японському кобудо.
Завдяки його учням, зокрема Масаа́кі Хацу́мі, техніки Такамацу продовжують передаватися у сучасності через систему Будзінкан та інші школи.

## Цікаві факти
- Такамацу мав прізвисько «Мокусей» (дерев'яний мандрівник).
- Багато сучасних шкіл нінпо вважають Тосіцуґу Такамацу одним із ключових джерел своїх ліній передачі.